# 유수호 (방송인)
유수호(柳壽浩, 1947년 9월 19일~)는 대한민국의 아나운서이다.

## 주요 경력
- 1969년 TBC 동양방송 입사.
- 1980년 언론통폐합으로 인하여 KBS 한국방송공사 이적 입사.
- 1986년 서울아시안게임중계
- 1988년 대한민국 서울 올림픽 중계.
- 1990년 북경아시안게임중계
- 1992년 스페인 바르셀로나 올림픽 중계.
- 1994년 KBS 아나운서현업총괄부위원
- 1994년 KBS 아나운서실 현업총괄부 차장.
- 1994년 노르웨이 릴레함메르동계올림픽중계
- 1994년 히로시마아시안게임중계
- 1996년애틀란타올림픽중계
- 1998년 KBS 아나운서실 현업총괄부 부장
- 1998년 방콕아시안게임중계
- 2000년 오스트레일리아 시드니 올림픽 중계.
- 2002년 대한민국 부산 아시안게임 중계.
- 2004년 아테네올림픽중계
- 2005년 KBS 한국방송공사 정년퇴임
- 2005-2012 kbsn스포츠방송위원
- 2013 isports대표.
- 1998~2010 대한야구협회 이사
- 한국중고탁구연맹부회장

## 가족
- 자녀: 2남